# Полицька сільська рада
Поли́цька сільська́ ра́да — колишній орган місцевого самоврядування Полицької сільської громади в Вараському районі Рівненської області. Рада розташована в адміністративному центрі громади — селі Полиці.

## Склад ради
Рада складається з 22 депутатів та голови.
- Голова ради: Озеруга Микола Костянтинович[1]

### Список депутатів ради
Обрані 25 жовтня 2020 року:
- Літвінчук Наталія Миколаївна, народилася 05.02.1984 р., освіта вища, безпартійна, Полицька сільська рада, В.о. старости Балахови-цького старостинсь-кого округу, місце проживання: с. Балаховичі
- Стельмах Надія Володимирівна, народилася 20.10.1966 р., освіта середня спеціальна, безпартійна, ДП «Рафалівський лісгосп», Майстер лісу, місце проживання: с. Маюничі
- Тверда Валентина Григорівна, народилася 17.12.1970 р., освіта середня спеціальна, безпартійна, Балаховицький сільський клуб, Технічний працівник, місце проживання: с. Балаховичі
- Юсько Микола Степанович, народився 28.05.1958 р., освіта вища, член Української Народної Партії, Балаховицький НВК «ЗОШ І-ІІ ступенів –ДНЗ», Директор, місце проживання: с. Балаховичі
- Городна Мирослава Антонівна, народилася 25.04.1983 р., освіта вища, безпартійна, Ромейський НВК «ЗОШ І-ІІІ ст. –ДНЗ», Вчитель, місце проживання: с. Ромейки
- Грищенко Олександр Анатолійович, народився 01.03.1971 р., освіта вища, безпартійний, Ромейський НВК «ЗОШ І-ІІІ ст. –ДНЗ», Вчитель, місце проживання: с. Ромейки
- Феськова Лариса Петрівна, народилася 26.05.1978 р., освіта вища, безпартійна, Ромейківський НВК «ЗОШ І-ІІІ ступенів ДНЗ», Вчитель, місце проживання: с. Ромейки
- Стоян Людмила Василівна, народилася 19.01.1983 р., освіта вища, безпартійна, Ромейський НВК «ЗОШ І-ІІІ ст. –ДНЗ», Вчитель, місце проживання: с. Ромейки
- Стоян Микола Євгенович, народився 03.06.1981 р., освіта середня спеціальна, безпартійний, Полицьке лісництво Рафалівського держлісгоспу, Майстер лісу, місце проживання: с. Ромейки
- Бекеша Леся Петрівна, народилася 27.03.1977 р., освіта вища, безпартійна, Полицька сільська рада, Діловод, місце проживання: с. Іванчі
- Ошита Едуард Леонідович, народився 08.08.1977 р., освіта  вища, безпартійний, пенсіонер, місце проживання: с. Іванчі
- Стельмах Микола Володимирович, народився 06.06.1968 р., освіта середня спеціальна, безпартійний, ФОП, місце проживання: с. Іванчі
- Килюшик Олексій Сергійович, народився 01.12.1984 р., освіта вища, безпартійний, Полицький навчальний центр при ВК-76, Майстер виробничого навчання, місце проживання: c.Сошники
- Сергійчук Олександр Петрович, народився 19.10.1965 р., освіта середня спеціальна, безпартійний, ПрАТ «Рафалівський карє'р», Економіст, місце проживання: c.Сошники
- Бортник Валерій Миколайович, народився 13.06.1987 р., освіта середня спеціальна, безпартійний, ДП «Регіон — Інвест», Водій, місце проживання: с. Веретено
- Бортник Ганна Миколаївна, народилася 01.01.1968 р., освіта середня спеціальна, безпартійна, Аптека, Фармацефт, місце проживання: с. Полиці
- Ковб Олександр Миколайович, народився 02.12.1983 р., освіта середня спеціальна, безпартійний, ДП «Рафалівський лісгосп», Майстер лісу, місце проживання: с. Полиці
- Шепеть Василь Михайлович, народився 01.05.1980 р., освіта вища, безпартійний, Рівненська торгова промислова палата, Експерт, місце проживання: м. Сарни
- Василишин Іван Анатолійович, народився 07.07.1992 р., освіта середня спеціальна, безпартійний, ФОП, місце проживання: с. Полиці
- Ковальчук Сергій Петрович, народився 09.08.1982 р., освіта вища, безпартійний, Полицьке лісництво Рафалівського ДЛГ, Лісничий, місце проживання: с. Полиці
- Рубець Галина Павлівна, народилася 23.03.1965 р., освіта середня спеціальна, безпартійна, Полицька сільська рада, Секретар, місце проживання: с. Полиці